# オランデーズソース

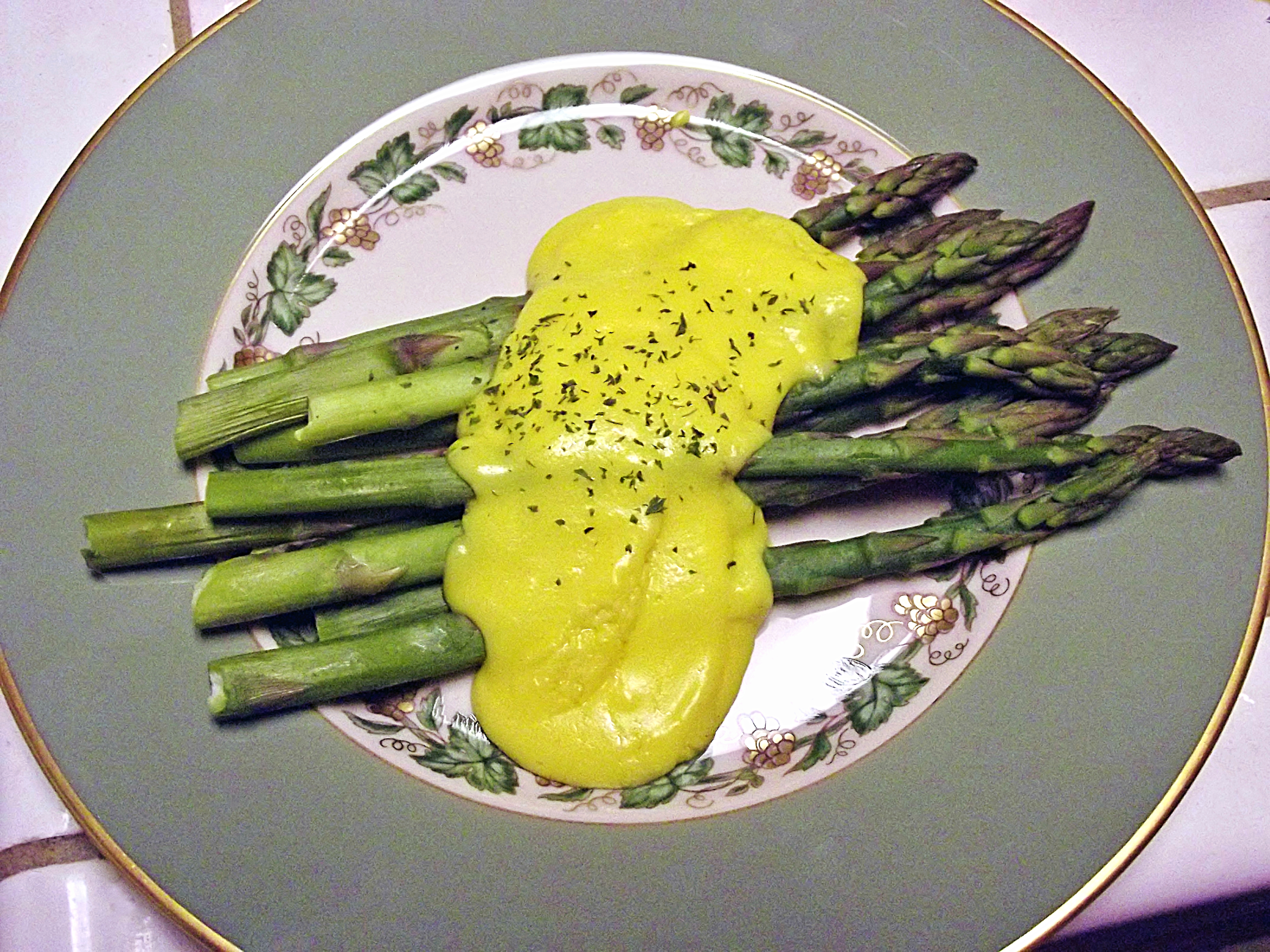
オランデーズソースをかけたアスパラガス

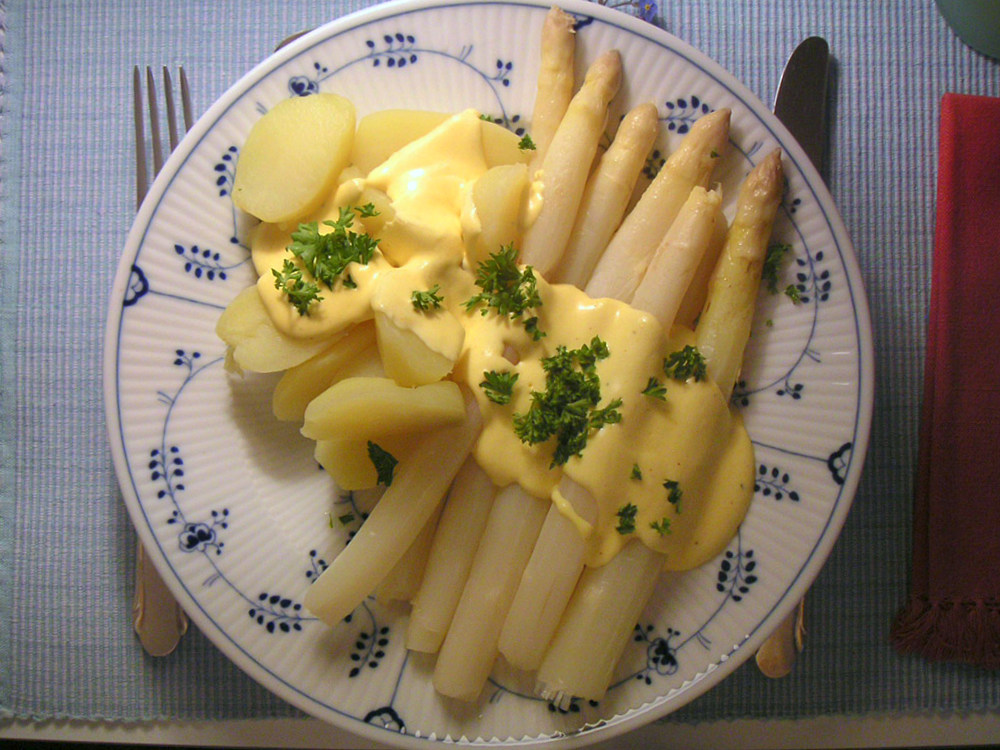
白アスパラガスとジャガイモのオランデーズゾース添え

オランデーズソース（仏: sauce hollandaise ）は、バターとレモン果汁と卵黄を使用して乳化し、塩と少量の黒コショウまたはカイエンペッパーで風味付けしたものである。フランスのソースであり、オランダのソースを模したことによる名前と言われている。オランデーズソースは、エッグベネディクトに欠かせない食材である。このソースは、フランス料理の5つのマザーソースの1つである。

## 歴史
1651年頃、フランソワ・ピエール・ラ・ヴァレンヌ (François Pierre La Varenne) が、草分けとなる著書『フランス料理人（Le Cuisinier François ）』でオランデーズソースと似たソースを記述している。
アラン・デビッドソンは、フランソワ・マランの『食の贈り物（Les Dons de Comus ）』（1758年）の「ソース・ア・ラ・オランデーズ（sauce à la hollandoise ）」に言及しているが、このソースはバター、小麦粉、ブイヨン、ハーブが含まれるが卵黄はないため、現代のオランデーズとは関連ないとされる。しかしながら、『ラルース料理百科事典（Larousse Gastronomique ）』では、「以前は、魚のオランデーズ（à la hollandaise ）は溶かしバターと共に供された」と記述され、かつて卵黄の名前を示すことはなかったことを暗示している。デビッドソンはまた、ハロルド・マギーの、鶏卵は乳化に全く必要ではなくバターのみで正しく乳化できる説明(Harold McGee 1990)を引用した。彼はまた、鶏卵を使用する場合でも伝統的なレシピで求められるほどの量は不要であると述べた。
卵黄とバターを使用するソースは、19世紀に現れた。しかしながら様々な文献で最初に知られるのは「ソース・イジニィ（sauce Isigny ）」（Isginyはバターの品質で有名なノルマンディーの村）であり、ビートン夫人の『家政読本』初版（1861年）に「独身男性向けのオランダのソース」（405ページ）および後続ページの「グリーンソース、またはオランデーズヴェルテ」のレシピがある。彼女のオランデーズの調理手順は大胆である。

## 調理
オランデーズソースを作るにはいくつかの技術と練習が必要となる。きちんと作ればまったく分離しない滑らかでクリーミーなソースになる。味はリッチでバターの風味豊か、レモン果汁と調味料を加えることで口当たりが良くなる。料理に添える際には温かいのが理想。いくつか調理法があるが、いずれも泡だて器などでコンスタントにかき混ぜることが必要である。材料の分量は卵黄1に対しバターが55-85g、レモン果汁は好みでスプーン1杯まで、である。

### 調理法の一例
金属の泡立て器と底の薄いボウルを用意する。ボウルに卵黄とレモン果汁、またはビネガーを加える（これは乳化をしやすくする役目もある）。鍋にお湯を沸騰させ、その鍋の上にボウルを置き（湯煎ではない）蒸気で加熱しながらかき混ぜ泡立てていく。とろみがつき色が明るく（62度）なったら加熱をやめ、溶かしバター（澄ましバターを使うのが一般的）をかき混ぜながらゆっくりと少しずつ加えていき乳化させてマヨネーズ状にしていく。仕上げにレモンジュース、塩、コショウ、カイエンペッパーなどを加え味を調える。好みの量や温度に調節する場合には水を加える方法もある。
他にはバターを固形のまま加える方法やミキサーを使った方法、全卵を使用した方法もある。いずれにしても温度管理が重要であり、温度が高すぎると黄身は固まり、低すぎるととろみがつかない。一度卵にとろみを付けたらバターが液体になる温度（体温より少し上）より温度を上げないようにするべきである。ソースは保温すれば、数時間は分離せずに保存できる。